# インディーゴーゴー
Indiegogoとは2008年に設立されたサンフランシスコを拠点としてクラウドファンディングによる資金調達を行う手段を提供している企業。

## 概要
クラウドファンディングにおいてKickstarterとは双璧をなしており、自主映画、インディー・ロックや実験的な新製品のような様々な方面への投資者に資金を返済する義務の無い資金調達のサービスを提供する。
後発のKickstarterでは審査が厳格であるのに対して、Indiegogoは審査基準が比較的緩く、プロビジョンポイントメカニズムと呼ばれる方式を採用するKickstarterとは異なり、調達金額が当初設定された金額に到達しなかった場合は、出資者らに資金を全額返す方法と、9%の手数料を払い、集まった額だけ受け取る方法のどちらかを選択可能で、多少のリスクは厭わない出資を呼び込み、そのためプロジェクトの成功率がKickstarterよりも低い傾向がある。
2013年の時点でプロジェクト総数は、Kickstarterが約11万であるのに対してIndiegogoは約4万4000と2倍以上の開きがあり、また、Indiegogoは500ドル未満の出資金しか集められなかったプロジェクトについてはリストから外していることが判明している。
競合他社と比べ、目標額を達成しているにもかかわらずリターンを送らずに音信不通となるケースが圧倒的に多いのも特徴の一つであり、その様な被害に対して運営側は基本未介入なので、訴訟でも起こさない限り殆どのケースが泣き寝入りになっている様である。

## プロジェクトの例
- Musio - 人工知能技術によるディープ・ラーニング技術を用いた会話エンジンと感情エンジンを搭載したソーシャル・ロボット
- Misfit Wearables
- MILES AHEAD/マイルス・デイヴィス 空白の5年間
- Scanadu